# Zwei Missionare
Zwei Missionare (Originaltitel: Porgi l’altra guancia) ist ein italienisch-französischer Spielfilm mit Bud Spencer und Terence Hill aus dem Jahr 1974, der unter der Regie von Franco Rossi entstand.

## Handlung
Die beiden Missionare Pater Pedro und Pater Blauauge haben vom kirchlichen Oberhaupt den Auftrag, aus den Bewohnern des Urwalds bei ihrer Mission gläubige Christen zu machen. Anstatt die Eingeborenen zum Glauben an Gott zu zwingen, respektieren sie ihren heidnischen Glauben und versorgen sie stattdessen mit irdischen Gütern.
Durch den Verkauf von Waren, z. B. von Papageien oder Pfeffer, finanzieren sie den Erwerb von Bonbons oder Nähmaschinen. Als der Gouverneur von Maracaibo, Gonzaga, beschließt, zusammen mit den holländischen, britischen, spanischen und französischen Handelsvertretern ein Handelsmonopol zu bilden, kommen sie damit den Missionaren Blauauge und Pedro in die Quere, die für ihren Pfeffer mehr Geld haben wollen.
Bereits auf der Fahrt nach Maracaibo nehmen Blauauge und Pedro einen flüchtigen Plantagenhelfer auf und taufen ihn.
Als die Handlanger des Gouverneurs im Hafen von Maracaibo das Schiff der Padres verbrennen, kommt es zu einer zünftigen Prügelei. Nachdem Pater Blauauge ein neues Boot besorgt und die beiden ihre Kasse mit Glücksspiel aufgebessert haben, werden sie vom Gouverneur auf seinem Land im Kloster festgehalten. Doch auch von dort fliehen die beiden zusammen mit dem Plantagenflüchtling zu ihrer Mission zurück. Unterwegs offenbart Pater Blauauge Pedro, dass er kein richtiger Pater ist, sondern dass er im Gefängnis dem dortigen Geistlichen die Kutte geklaut hat. Er wird von Pater Pedro von Bord geworfen, hinterlässt aber seine neue Adresse als Flaschenpost in einer Sektflasche. Zurück in der Mission wird Pater Pedro von bewaffneten Kirchenvertretern empfangen, die ihn unauffällig verschwinden lassen wollen, um die „Wilden“ durch „echte Vertreter des Glaubens“ zum Christentum zu bekehren. Pater Pedro kündigt daraufhin seinen Dienst der Kirche und sucht Pater Blauauge bei einem anderen Stamm auf, der aus geflohenen Plantagenhelfern des Gouverneurs besteht. Gemeinsam mit diesen Leuten mischen die beiden Ex-Missionare eine Siegesfeier der Eroberer auf und verhelfen den Eingeborenen damit zu Lebensmitteln. Zurück im Urwald wird Pater Pedro von den ehemaligen Sklaven zum Häuptling gewählt. Denn nur einem guten Menschen fällt die Kokosnuss in die Hände und nicht auf den Kopf.

## Synchronisation
Die deutsche Fassung wurde bei der Rainer Brandt Filmproduktions-GmbH erstellt. Buch und Dialogregie lagen in den Händen von Rainer Brandt. Die deutsche Fassung ist leicht gekürzt.
| Darsteller         | Rolle                | Synchronsprecher        |
| ------------------ | -------------------- | ----------------------- |
| Terence Hill       | Pater „Blauauge“     | Thomas Danneberg        |
| Bud Spencer        | Pater Pedro          | Wolfgang Hess           |
| Jacques Herlin     | Bischof              | Walter Bluhm            |
| Robert Loggia      | Marches Gonzaga      | Klaus Miedel            |
| Mario Pilar        | Menendez             | Heinz Petruo            |
| Riccardo Pizzuti   | Menendez' Schläger   | Hans Walter Clasen      |
| Jean-Pierre Aumont | Monsignor Delgado    | Jürgen Thormann         |
| Mario Erpichini    | Besitzer des Casinos | Christian Rode          |
| Antonio Mandoza    | Amadeo               | Hans-Georg Panczak      |
| Raffaele Mottola   | Geistlicher          | Friedrich W. Bauschulte |

## Kritiken
„Handgreifliche Auseinandersetzungen zwischen zwei ‚Urwald-Missionaren‘ und einem korrupten Gouverneur in Maracaibo. Stupide Aneinanderreihung von Prügelszenen, geschmacklos in der mißbräuchlichen Verwendung von Bibelzitaten und religiösen Formen.“

„Die Geschichte um korrupte Würdenträger dient hier nur als Vehikel für hohlen Klamauk, verkrampften Witz und endlose Prügelszenen. Selbst für Fans ist das ein Kreuz. Hier wird das Hirn weich gekloppt“

„Eine weitere Haudrauf-Komödie [des] schlagkräftigen Dream-Teams.“

## DVD- und Blu-ray-Veröffentlichung
Der Film erschien am 3. März 2005 bei Paramount Pictures auf DVD.
2013 veröffentlichte Universum Film den Film auf Blu-ray; man griff dafür auf eine Kinokopie zurück. Die Qualität der Veröffentlichung wurde vielfach kritisiert.

## Belege
1. ↑   Freigabebescheinigung für Zwei Missionare. Freiwillige Selbstkontrolle der Filmwirtschaft, Februar 2012 (PDF; Prüfnummer: 47 091 V).
2. ↑  Listung des Films bei BrandtFilm
3. ↑  Zwei Missionare. In: Deutsche Synchronkartei. Abgerufen am 2. März 2017.
4. ↑  Zwei Missionare auf schnittberichte.de
5. ↑  Zwei Missionare. In: Lexikon des internationalen Films. Filmdienst, abgerufen am 2. März 2017.
6. ↑  Zwei Missionare. In: cinema. Abgerufen am 16. April 2021.
7. ↑  Zwei Missionare. In: prisma. Abgerufen am 16. April 2021.
8. ↑  Rezension auf dvdrome.com
9. ↑  Rezension auf bluray-disc.com